# Blikopener

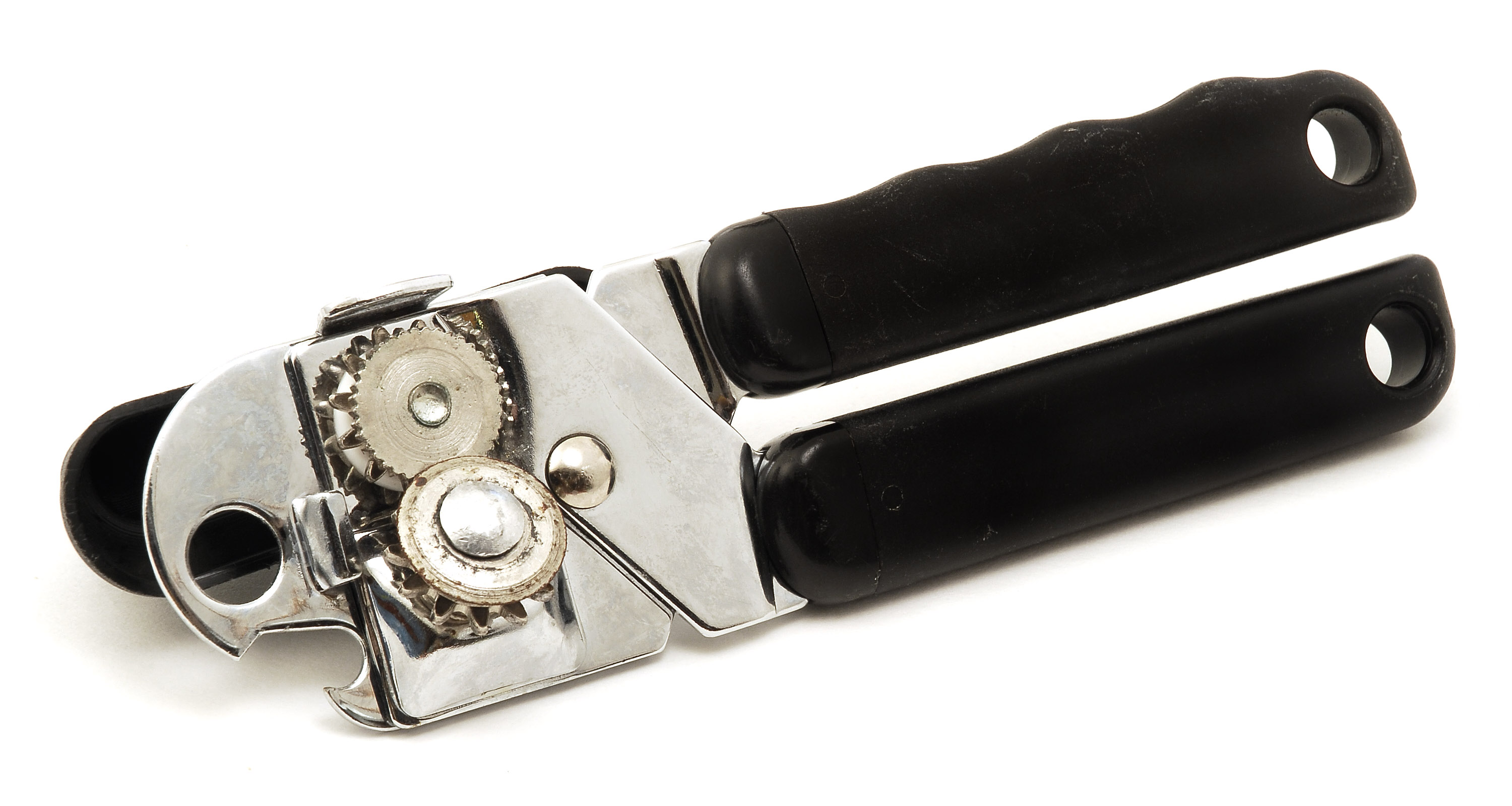
Een blikopener

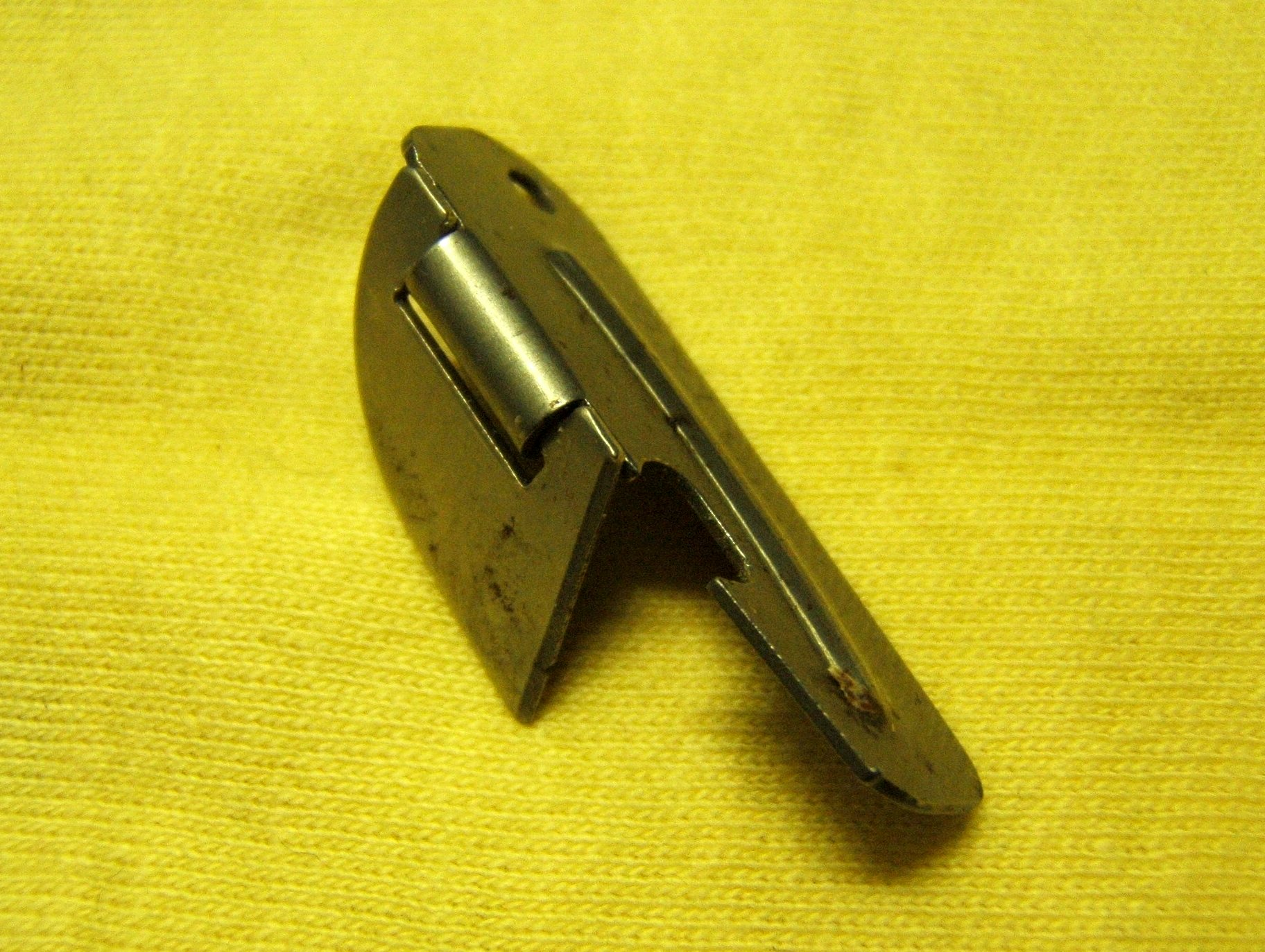
Eenvoudige blikopener

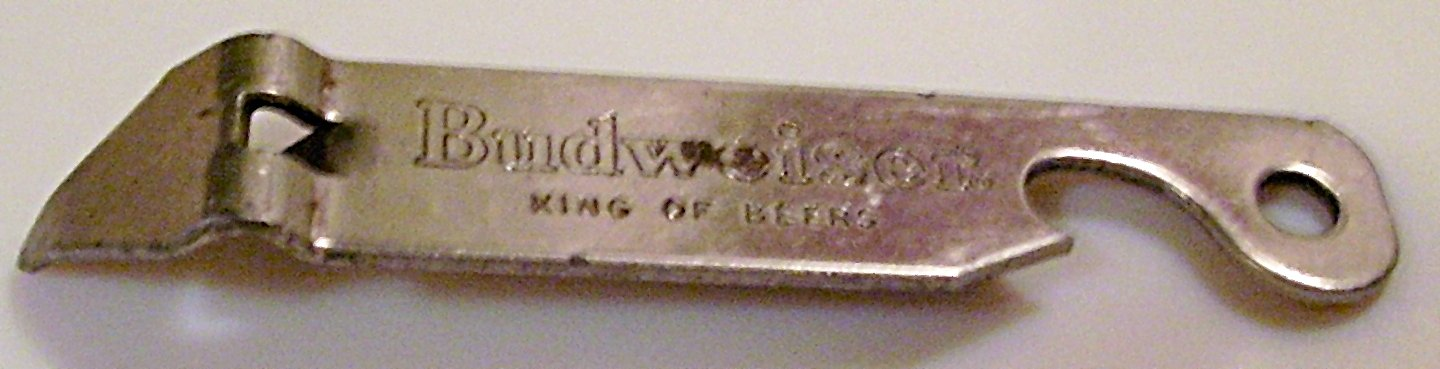
Blik- en flesopener

Een blikopener is een stuk handgereedschap voor het openen van conservenblikken met voedsel zoals soep, fruit of groente. Een opener wordt meestal in de keuken gebruikt.

## Soorten blikopeners
- De meest eenvoudige vorm van een blikopener bestaat uit een speciaal gevormd mesje zonder bewegende delen, dat soms deel uitmaakt van een zakmes. Een inkeping haakt achter de rand van het blik en met een hefboomwerking kan het deksel een stukje worden ingesneden. Door de opener naar het einde van deze snede te verplaatsen kan deze stap voor stap vergroot worden, tot het gehele deksel verwijderd kan worden. Maar ook een gewoon zakmes met een dun blad is al geschikt om met een zagende beweging een cirkel uit het deksel te zagen.
- Bij de standaard blikopener bestaat uit een scherp deel dat in het blik snijdt, en een kartelwiel dat tegen de opstaande rand van het blik drukt. Door aan een vleugel die aan dit wiel is bevestigd te draaien, draait het blik rond en wordt het deksel rondom van de rand gesneden. Deze blikopeners snijden het deksel van de rand van het blik af (de rand blijft dus aan het blik vastzitten)
- Het scherpe deel van de blikopener kan vervangen zijn door een snijwieltje, waarmee het blik nog gemakkelijker opengemaakt kan worden.
- Sinds medio jaren 80 bestaan er blikopeners die niet het deksel van het blik doorsnijden, maar alleen de flens van het blik. Deze zogenaamde zijkant-blikopeners scheiden deksel en blik zonder scherpe randen.[1]
- Elektrische blikopeners werken op deze zelfde manier als traditionele blikopeners maar worden door een elektromotor aangedreven.

## Historie
De eerste conservenblikken, uitgevonden in 1810, waren zo zwaar uitgevoerd, dat ze moeilijk te openen waren. Pas nadat blikken van dunner metaal werden gemaakt, zo'n 50 jaar later, werden er ook speciale openers voor blik ontwikkeld. 
Ezra Warner uit de Verenigde Staten patenteerde de eerste blikopener in 1858. Het snijwiel werd in 1870 door William Lyman uitgevonden. De eerste elektrische blikopener verscheen in 1931 op het toneel. Deze werkte ook met een snijwiel.

## Trivia
- In het Bommelverhaal Het verdwijnpunt ruilt Olivier B. Bommel met Kwetal een hefboomschaveel (=blikopener) voor een verdwijnpunter.